# Jarosław Struczyński
Jarosław Struczyński (ur. 22 października 1964 w Tczewie) – polski działacz społeczny,  kasztelan gniewski, animator kultury, pomysłodawca i inicjator odbudowy oraz  ożywienia kulturalnego i turystycznego zamku w Gniewie, organizator widowisk historyczno - batalistycznych, założyciel  grup rekonstrukcji historycznych, aktor amator.

## Życiorys
Urodził się w 22 października 1964 roku w Tczewie, od urodzenia mieszkał w Gniewie. W 1972 rozpoczął naukę w  Szkole Podstawowej w Gniewie. W roku 1976 wraz z kolegami z klasy założył Koło Młodych Przewodników, które oferowało pierwszą w Gniewie regularną ofertę zwiedzania miasta i ruin zamku pokrzyżackiego. W roku 1982 ukończył I Liceum Ogólnokształcące im. Marii Konopnickiej w Pruszczu Gdańskim. W roku 1982 rozpoczął studia na Wydziale Mechaniczno - Technologicznym Politechniki Gdańskiej. W trakcie studiów, w latach 1985-1986, wraz z Dariuszem „Kosmą” Chrościelewskim, Wojciechem Polasikiem i Markiem Stachowiakiem współtworzył jako gitarzysta gdański zespół bluesowy „111 Blues”. W tym okresie zespół zagrał kilkadziesiąt koncertów w całej Polsce oraz został laureatem prestiżowych konkursów muzycznych w ramach festiwali: Studencki Festiwal Piosenki Turystycznej „Bazuna 1985”, Blues Sopot 1985, Olsztyńskie Noce Bluesowe 1985. W 1988 ukończył w Szkołę Podchorążych Rezerwy w Olsztynie. W latach 1989–1990 pracował w branży stolarskiej. W 1990 roku objął stanowisko dyrektora Miejsko-Gminnego Ośrodka Kultury w Gniewie (MGOK).
Jako dyrektor MGOK podjął działania zmierzające do odbudowy oraz ożywienia kulturalnego i turystycznego ruin zamku w Gniewie. W 1991 roku, wraz z kadrą MGOK i licznymi wolontariuszami uruchomił pierwszą trasę turystyczną po uporządkowanych wcześniej ruinach zamku w Gniewie. W tym samym roku zainicjował powstanie chóru gregoriańskiego „Schola Canturum Gymevensis”. W 1992 roku, wspólnie z Muzeum Archeologicznym w Gdańsku, w oparciu o roboty publiczne organizowane przez Urząd Miasta i Gminy w Gniewie, rozpoczął kolejny etap odbudowy zamku, co umożliwiło organizację licznych imprez kulturalnych i turystycznych (Turniej Rycerski Króla Jana III, Międzynarodowy Pokaz Kucia Artystycznego, Festiwal Kultury Średniowiecznej oraz liczne spektakle i  widowiska historyczne). Zainicjował powstanie  grup rekonstrukcji historycznej: Stowarzyszenie „Bractwo Rycerskie Zamku Gniewskiego”(r. 1993), Stowarzyszenie „Konfraternia Świętego Wojciecha”(r. 2000),  Żółty Regiment Piechoty Gustawa II Adolfa (2001), chorągiew husarska marszałka województwa pomorskiego, w której pełni funkcję porucznika (r.2004), Rycerze Gniewu (r. 2011).  W roku 1994 rozpoczął współpracę z francuskim Stowarzyszeniem ”Les Compagnons du Tour de France”, wspierającym odbudowę zamku i kształcących gniewskich rzemieślników w zawodach budowlanych.  W roku 1997 współorganizował Kapitułę Rycerstwa Polskiego. W latach 1998–2001 współorganizował inscenizację Bitwy pod Grunwaldem, w której od 1998 roku odgrywa postać wielkiego mistrza Ulricha von Jungingen. W latach 1998 – 1999 powrócił do pracy w branży stolarskiej. W latach 1999–2001 pełnił funkcje szefa działu promocji zabytków archeologicznych w Muzeum Archeologicznym w Gdańsku, współpracując w realizacji projektu rewitalizacji grodziska wczesnośredniowiecznego w Sopocie,  opracowaniu koncepcji skansenu archeologicznego „Zamczysko w Gdańsku” oraz  organizacji Centrum Edukacji Archeologicznej w Spichlerzu „Błękitny Baranek” w Gdańsku. W 2001 roku, po powrocie do zamku w Gniewie, zorganizował I edycję Festiwalu Historycznego „VIVAT VASA! Bitwa pod Gniewem 1626”, jedną z większych w Polsce imprez odtwarzających kulturę, obyczaj i wojskowość XVII wieku. W 2006 roku zainicjował pierwszy w Polsce turniej joustingowy (pojedynki na kopie rycerzy konnych odzianych w pełne zbroje płytowe),  w oparciu o regulaminy  International Jousting League,  organizując Międzynarodowy Konny Turniej Rycerski Króla Jana III w Zamku Gniew, z udziałem zawodników z trzech kontynentów.  W latach 2017–2018 realizował umowę o współpracy z Royal Armouries Museum w Leeds w Wielkiej Brytanii, organizując cykl spektakli konnych pt. „Husaria chluba oręża polskiego”, wystawianych z wielkim sukcesem na Arenie Turniejowej tamtejszego muzeum. Od 2010 roku pełni funkcję dyrektora artystycznego w firmie Zamek Gniew Sp. z o.o.. Od 2011 roku jest członkiem  Orderu Świętego Stanisława Biskupa. Jest autorem hasła „Opanuj Gniew” promującego miasto.

## Życie prywatne
Od 1986 roku związany jest węzłem małżeńskim z Elżbietą z domu Wołącewicz, z którą ma syna Tomasza (ur. 1987) i trzy córki: Marię (ur. 1989), Barbarę (ur. 1990) i Zuzannę (ur. 1995). Jest dziadkiem pięciorga wnuków. W 2010 roku osiadł we wsi Opalenie, na terenie której umieścił Panteon Polskiej Husarii, na który składa się 10 pomników upamiętniających 12 najsławniejszych bitew polskiej husarii.

## Wyróżnienia i odznaczenia

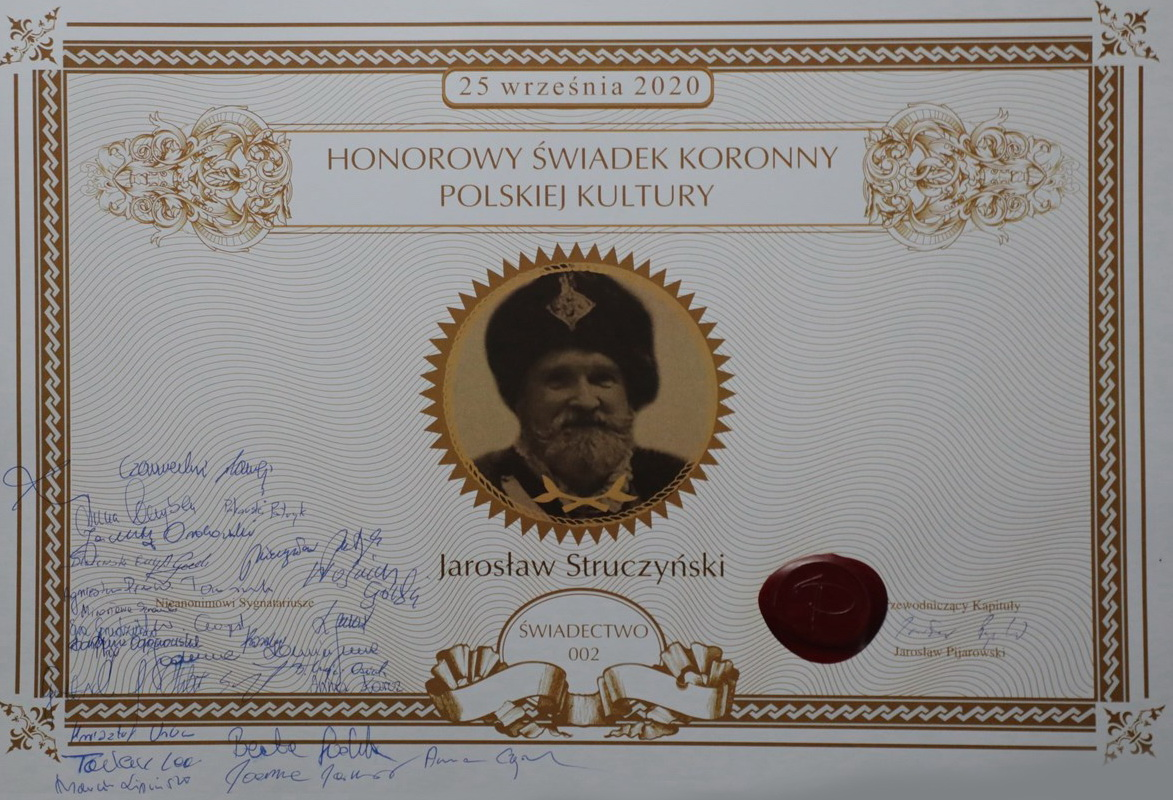
Honorowy dyplom przyznany J. Struczyńskiemu

- 1993    Zasłużony Działacz Kultury (leg. nr.01.04/93 z dnia 07 kwietnia 1993 r.)
- 1995    Złoty Gryf w Dziedzinie Kultury
- 1995    Złota Odznaka Opieki nad Zabytkami
- 2002    Odznaka za Zasługi dla Łowiectwa (uchwała z dnia 22 maja 2002 r.)
- 2002    Honorowy Obywatel Miasta i Gminy Gniew (uchwała nr 317/2002 z dnia 27 września 2002 r.)[3]
- 2009    Medal za Zasługi dla Gminy Grunwald
- 2000    Kawaler Orderu Orła z Mieczem
- 2011    Odznaka Honorowa Za Zasługi Dla Kultury Polskiej (leg. nr. 5638 z dnia 14 lipca 2011)[4]
- 2016    Gryf Pomorski [5]
- 2018    Medal 100 - lecia Odzyskania Niepodległości[6]
- 2020    Honorowy Świadek Koronny Polskiej Kultury (25 września 2020)[7]

## Główne zwycięstwa w Turniejach Joustingowych
- 2012    Turniej Rycerski Króla Jana III – Zamek Gniew
- 2012    Turniej Rycerski w  „Bitwie Narodów” - Warszawa
- 2012    Tournois du Lys D’Argent – Quebec, Kanada
- 2013    Tournament of The Phoenix – California, USA
- 2013    Tournament of Saint Olaf – Trondheim, Norwegia
- 2015    Easter Tournament – Royal Armouries Musem  Leeds, W. Brytania
- 2015    Arundel  International Tournament – Arundel Castle,  W. Brytania
- 2017    Turniej Króla Jana III – Zamek Gniew
- 2023    Turniej Rycerski w Zbrojowniach Królewskich w Leeds, W. Brytania

## Filmografia (uczestnictwo w programach telewizyjnych i filmach)

### Discovery Channel
- "Wielkie Zamki Europy"
- "Ottomans & Christians – The Battle for Europe"
- "Krzyżacy – Powstanie,Potęga, Upadek"

### Travel Channel
- "Obieżyświat"

### TVP
- "Zaproszenie" – cykl programów W. Nowakowskiego w  TVP Polonia
- "Tajemnice Zamków Północy"
- "Łowcy Historii"
- "Podróże z Historią"
- "Oczekując Pana"
- "Między Ziemią a Niebem"
- "Podróż do Przeszłości" - TVP Historia
- "Wojownicy Czasu" – TVP Historia

### Cykl: Stan Smith. Opowieści z hetmańskiej krypty
Pięcioodcinkowy cykl fabularyzowanych opowieści przygodowych dotyczących hetmana Jana Karola Chodkiewicza, wyprodukowany przez: Stowarzyszenie Chorągiew Husarska Województwa Pomorskiego, oraz Studio A 2021. W historyczną postać hetmana wcielił się Jarosław Struczyński. 

### Inne
- Dom Wielki Jak Zamek – Studio Filmowe Autograf
- Tajemnice Historii – Fokus TV
- Gniew Husarii – Studio Kobart
- "Błogosławiona wina" – TBA Group, P. Hauser – (wystąpił w roli głównej -  księcia Mikołaja Sapiehy)[9]
- "Habit i Zbroja" – P. Pitera
- "Zrodzeni do Szabli" - J. Sieniawski, P. Deląg